# قوماندان کفتر
بی‌بی عایشه مشهور به قوماندان کفتر تنها نظامی جنگی زن در افغانستان است. وی نیروی ۵۰ تا ۱۵۰ نفری مرد را در ناحیه نهرین ولایت بغلان تحت کنترول دارد.